# Bíblia (Nova versão padrão revisada)
A Nova Versão Padrão Revisada, do original em inglês New Revised Standard Version (NRSV), é uma tradução para o inglês da Bíblia, publicada em 1989 pelo Conselho Nacional de Igrejas. É uma revisão da Versão Padrão Revisada, que, por sua vez, é uma atualização da American Standard Version. A NRSV foi concebida como uma tradução ecumênica, de propósito devocional, litúrgico e acadêmico, buscando atender às necessidades do maior número possível de seguidores religiosos. A tradução completa inclui os livros do cânone protestante, bem como os livros deuterocanônicos, tradicionalmente incluídos nos cânones do Catolicismo Romano e do Cristianismo Ortodoxo.
A tradução aparece em três formatos: (1) uma edição que inclui apenas os livros do cânon protestante; (2) outra edição que inclui todos os livros da cânone católico romano; e (3) a edição dita "Versão Padrão Revisada Comum da Bíblia", que abrange todos os livros presentes nos cânones protestante, católico romano e ortodoxo. Uma edição especial da NRSV, chamada "Edição Anglicizada", utiliza a ortografia e a gramática do inglês britânico em vez do inglês americano.

## História
A Nova Versão Padrão Revisada (NRSV) foi traduzida pela Divisão de Educação Cristã (atualmente chamada de Tradução da Bíblia e Utilização) do Conselho Nacional de Igrejas. O grupo incluía estudiosos representando tradições cristãs ortodoxas, católicas e protestantes, além da representação judaica no grupo responsável pelas escrituras hebraicas, ou Antigo Testamento. O mandato dado o comitê foi resumido na seguinte diretriz: "Tão literal quanto possível, tão livre quanto necessário."

## Princípios de revisão

### Manuscritos e traduções melhoradas
A tradução do Antigo Testamento da RSV foi concluída antes que os Manuscritos do Mar Morto estivessem disponíveis para os estudiosos. A NRSV foi concebida para aproveitar essas e outras descobertas de manuscritos, além de refletir os avanços nos estudos bíblicos.

### Linguagem de gênero
No prefácio para a NRSV, Bruce Metzger escreveu sobre a preocupação da comissão com o fato de que "muitos nas igrejas tornaram-se sensíveis ao perigo do sexismo linguístico, decorrente do viés inerente da língua inglesa em favorecer o gênero masculino, o que, no caso da Bíblia, muitas vezes restringiu ou obscureceu o significado do texto original". A RSV seguia a convenção mais antiga de usar substantivos masculinos em um sentido neutro (por exemplo, "homem" em vez de "pessoa") e, em alguns casos, usava uma palavra masculina onde o idioma original utilizava uma palavra neutra. Esse procedimento foi amplamente criticado por alguns, inclusive dentro da Igreja Católica, e continua a ser um ponto de debate até hoje. Em contraste, a NTLH adotou uma política de inclusão de gênero na linguagem. Segundo Metzger, "As diretrizes da Divisão especificavam que, nas referências a homens e mulheres, a linguagem orientada para o masculino deveria ser eliminada na medida em que isso pudesse ser feito sem alterar passagens que refletem a situação histórica da cultura patriarcal antiga."

## Comissão tradutora
Os seguintes estudiosos estavam ativos na Comissão de Tradução da Bíblia da NRSV no momento da publicação.
- William A. Beardslee
- Phyllis A. Bird
- George Coats
- Demetrios J. Constantelos
- Robert C. Dentan
- Alexander A. DiLella, OFM
- J. Cheryl Exum
- Reginald H. Fuller
- Paul D. Hanson
- Walter Harrelson
- William L. Holladay
- Sherman E. Johnson
- Robert A. Kraft
- George M. Landes
- Conrad E. L’Heureux
- S. Dean McBride, Jr.
- Bruce M. Metzger
- Patrick D. Miller
- Paul S. Minear
- Lucetta Mowry
- Roland E. Murphy, O. Carm.
- Harry Orlinsky
- Marvin H. Pope
- Jimmy Jack McBee Roberts
- Alfred v. Rohr Sauer
- Katharine D. Sakenfeld
- James A. Sanders
- Gene M. Tucker
- Eugene C. Ulrich
- Allen Wikgren

## Recepção
A New Revised Standard Version é amplamente preferida por estudiosos bíblicos de tendências liberais e utilizada em várias publicações influentes no campo dos estudos bíblicos. Esse fato continua a dividir estudiosos que favorecem traduções bíblicas mais conservadoras ou tradicionais.
Muitas das igrejas protestantes de linha principal, de vertente progressista, aprovaram oficialmente a NRSV para uso tanto privado quanto público. A Igreja Episcopal, em seu Cânon II.2, incluiu a NRSV na lista de traduções aprovadas para os serviços da igreja. A NRSV também é amplamente utilizada pela Igreja Metodista Unida, pela Igreja Evangélica Luterana na América, pela Igreja Cristã (Discípulos de Cristo), pela Igreja Presbiteriana (EUA), pela Igreja Unida de Cristo, pela Igreja Reformada na América e pela Igreja Unida do Canadá.
De acordo com o Código de Direito Canônico, Cânon 825.1, a NRSV com os livros deuterocanônicos recebeu o "Imprimatur" da Conferência dos Bispos Católicos dos Estados Unidos e da Conferência Canadense de Bispos Católicos, o que significa que a NRSV (Edição Católica) é oficialmente aprovada pela Igreja Católica e pode ser utilizada pelos católicos em estudos e leituras devocionais. A Edição Católica da Nova Versão Padrão Revisada também recebeu o imprimatur em 12 de setembro de 1991 e 15 de outubro de 1991, respectivamente. Para o culto público, como a missa semanal, a maioria das conferências episcopais católicas em países de língua inglesa requer o uso de outras traduções, como a New American Bible nas dioceses dos Estados Unidos e das Filipinas, ou a Bíblia de Jerusalém na maioria dos demais países de língua inglesa. No entanto, a Conferência Canadense e o Vaticano aprovaram a modificação do lecionário da NRSV para uso em 2008, e uma versão adaptada está em consideração para aprovação na Inglaterra, no País de Gales, na Irlanda e na Escócia.
A NRSV, juntamente com a Versão Padrão Revisada, também é citada em vários trechos da edição em inglês do Catecismo da Igreja Católica, que resume, em forma escrita, a doutrina e as crenças católicas.
Em 1990, o sínodo da Igreja Ortodoxa na América decidiu não permitir o uso da NRSV na liturgia ou em estudos bíblicos, alegando que ela diverge consideravelmente das Sagradas Escrituras tradicionalmente lidas em voz alta nas igrejas ortodoxas. No entanto, o Conselho Nacional de Igrejas aponta que a tradução recebeu a "bênção" do líder da Igreja Ortodoxa Grega.

## Atualização futura
De acordo com um relatório da Sociedade de Literatura Bíblica (SBL), em 2017 o Conselho Nacional de Igrejas anunciou planos para uma atualização da Nova Versão Padrão Revisada. A atualização será supervisionada pela Sociedade de Literatura Bíblica.

## Edições de estudo
- The Harper Study Bible (Zondervan, 1991, ISBN 0-310-90203-7)
- NRSV Reference Bible with the Apocrypha (Zondervan, 1993, ISBN 0-310-90227-4)
- NRSV Student Bible (Zondervan, 1996, ISBN 0310926823)
- The Cambridge Annotated Study Bible (Cambridge University Press, 1993, ISBN 0-521-50777-4)
- The HarperCollins Study Bible with Apocrypha (Society of Biblical Literature, 1997, ISBN 0-06-065527-5)
- The Access Bible with Apocrypha (Oxford University Press, 1999, ISBN 0-19-528217-5)
- The Spiritual Formation Bible (Zondervan, 1999, ISBN 0-310-90089-1)
- The New Interpreter's Study Bible with Apocrypha (United Methodist Publishing House, 2003, ISBN 0-687-27832-5)
- The HarperCollins Study Bible: Fully Revised & Updated (HarperOne, 2006, ISBN 978-0060786854)
- The Green Bible (HarperOne, 2008, ISBN 978-0061951121)
- The Discipleship Study Bible (Westminster John Knox, 2008, ISBN 978-0664223717)
- The Life with God Bible (Renovaré, 2009, ISBN 978-0061627644)
- Lutheran Study Bible (Augsburg Fortress, 2009, ISBN 978-0806680590)
- The Wesley Study Bible (United Methodist Publishing House, 2009, ISBN 978-0-687-64503-9)
- The Guidebook: The NRSV Student Bible (Zondervan, 2012, ISBN 978-0061988189)
- The Jewish Annotated New Testament, 2nd edition (Oxford University Press, 2017, ISBN 978-0190461850)
- The New Oxford Annotated Bible with Apocrypha, 5th edition (Oxford University Press, 2018, ISBN 978-0190276072)
- NRSV Cultural Backgrounds Study Bible (Zondervan, 2019, ISBN 978-0310452683)
- Baylor Annotated Study Bible (Baylor University Press]], 2019, ISBN 978-1481308250)
- The Word on Fire Bible, 7 volumes (Word on Fire, 2020–ongoing)
- The SBL Study Bible with Apocryphal/Deuterocanonical Books (HarperOne, 2023, ISBN 978-0062969439)